# Frank Domínguez
 Francisco Manuel Ramón Dionisio Domínguez y Radeón (Matanzas, Cuba, 9 de octubre de 1927 — Mérida, Yucatán, México, 29 de octubre de 2014), era un cantautor y pianista cubano, figura del movimiento filin. Desde la edad de 8 años comenzó a practicar el piano. Siguiendo los deseos de su padre, un farmacéutico, estudió la carrera de farmacología pero sin ejercerla ya que prefirió la música. 
En 1958, lanzó su primer disco: Frank Domínguez canta sus canciones. Autor del bolero Tú me acostumbraste (1957), su mayor éxito, y de Pedacito de cielo, Cómo te atreves, Me recordarás, Imágenes, entre otras. Pero ha sido la primera la que ha dado la vuelta al mundo en las voces de intérpretes como Olga Guillot, Los Tres Ases, Chavela Vargas, María Dolores Pradera, Pedro Vargas, Lucho Gatica, Caetano Veloso, Domenico Modugno, Tom Jones, Mina, Gal Costa, María Bethania, Lola Flores, Los Sabandeños, Bambino, Luis Miguel, Sara Montiel,Nicola di Bari, Gipsy Kings, Natalia Lafourcade, Omara Portuondo, Los Macorinos, Chucho Valdés , Andrea Bocelli, José Feliciano, Estela Raval, Tania Libertad y Álex Ferreira.
Desde 1992, Frank Domínguez vivía en Mérida, Yucatán, naturalizándose mexicano.